# 南極底層水

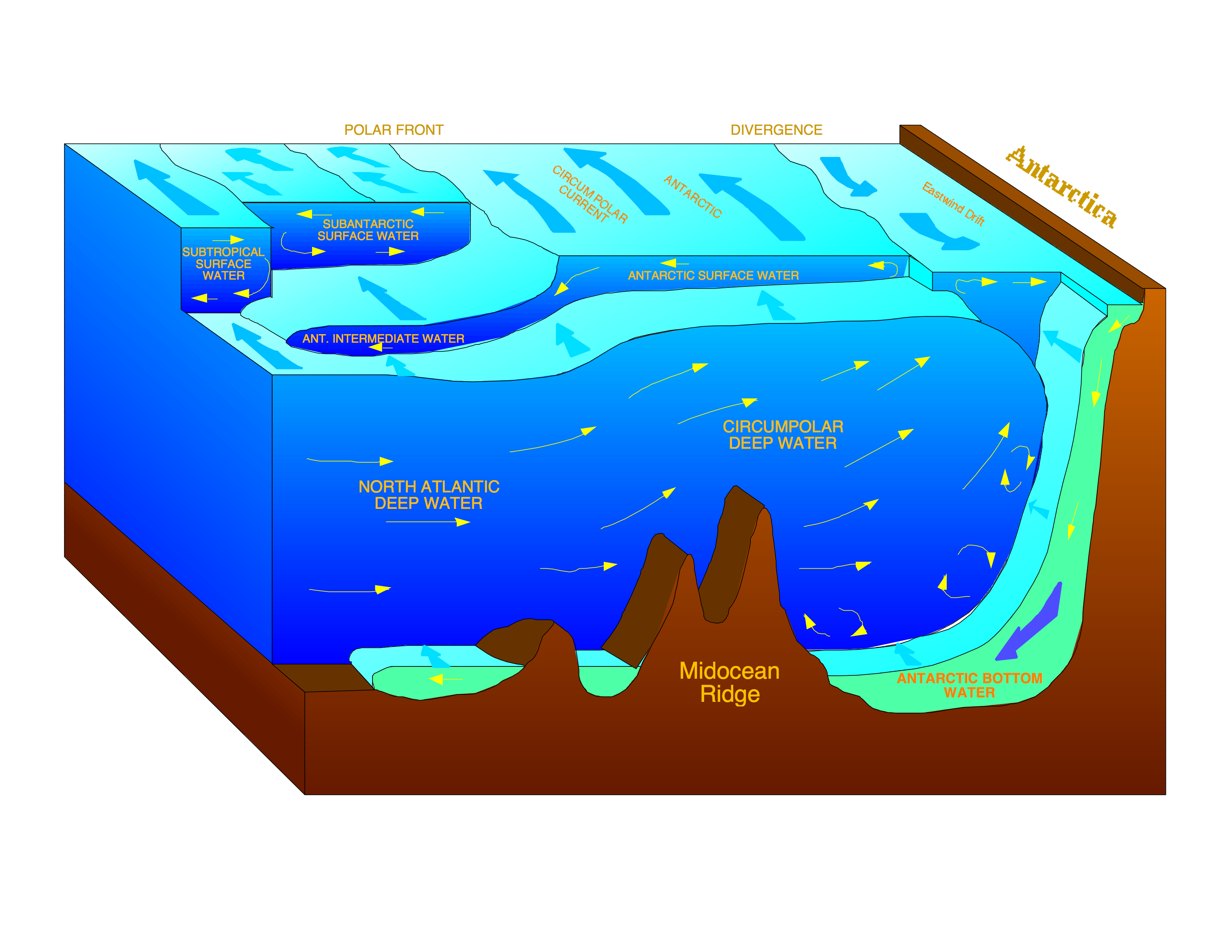
南極底層水在南冰洋的表層水在冰沼湖冷凍而成

南極底層水（Antarctic Bottom Water, AABW）環繞南極洲，為南冰洋的一種水塊。南極底層水的水溫為0至-0.8°C，鹽度為34.6至34.7。

## 形成
南極底層水因為威德爾海及羅斯海的表層水在冰沼湖（polynyas）內及冰架（ice shelf）下冷凍而成。海冰形成而令表層水含鹽量豐富。表層水因此密度上升，向南極洲大陸邊緣（continental margin）底層流去，再而向北流。南極底層水為在自由的海洋中密度最高的水，南極繞極水（Antarctic Circumpolar Water, AACW）在1000至2000米深的地方壓上，而威德爾海底層水（Weddell Sea Bottom Water, WSBW）在其他地點壓上南極底層水。

## 流向
大約三分一的南極底層水流向進入圭亞那盆地（Guiana Basin），主要經由西經35度的赤度海溝（Equatorial Channel）的南半部。另外的水流則再循環，一部分流出東大西洋的羅曼什海溝。在西經40度的圭亞那盆地，其斜度輪廓及強烈的東向深海西方邊界流（western boundary current）可能妨礙南極底層水向西流。所以南極底層水只能夠在塞阿拉高地（Ceara Rise）的東面山坡轉向北流。南極底層水在西經44度，即塞阿拉高地的北方在盆地內向西流。一大部分的南極底層水經過維瑪斷裂帶（Vema Fracture Zone）進入東大西洋。